# Muravlenko
Muravlenko (rusky Муравленко) je město v Jamalo-něneckém autonomním okruhu v Ruské federaci. Při sčítání lidu v roce 2010 mělo přes třiatřicet tisíc obyvatel.

## Poloha a doprava
Muravlenko leží v severní části Západosibiřské roviny. Od Salechardu, správního střediska autonomního okruhu, je vzdáleno přibližně 480 kilometrů jihovýchodně.
Nejbližší železniční stanice je Chanymej vzdálený přibližně osmdesát kilometrů východně a ležící na trati z Ťumeně přes Surgut do Nového Urengoje, která byla uvedena do provozu v roce 1984.

## Dějiny
Muravlenko bylo založeno za účelem těžby ropy a to rovnou jako sídlo městského typu pod jménem Muravlenkovskij (Муравленковский). Městem je od roku 1990 a současnou podobu jména má od roku 1991.
Město je pojmenováno po ropném inženýrovi Viktoru Ivanovičovi Muravlenkovi. 

## Památníky
- Památník hrdinů vlasti - odhalen na památku hrdinů Severního vojenského okruhu, který se účastnili Speciálně vojenské operace na Ukrajinu[2]